# Overgangsform (fossil)
En fossil overgangsform eller mellemform er de forstenede rester af et væsen, der viser primitivere kendetegn end de afledte livsformer, som den er beslægtet med. Ifølge evolutionsteorien repræsenterer en overgangsform et evolutionært stadium.

## Eksempler
- Tiktaalik roseaes. Missing link mellem havdyr og landdyr.[1]

## Eksterne links og henvisninger
1. ↑  'Missing link' fundet: Sådan kan livet have flyttet sig fra vand til land. Videnskab.dk

| Geologi | Spire Denne artikel om geologi er en spire som bør udbygges. Du er velkommen til at hjælpe Wikipedia ved at udvide den. |